# Пуласкі (містечко, Вісконсин)
Пуласкі (англ. Pulaski) — місто (англ. town) в США, в окрузі Айова штату Вісконсин. Населення — 357 осіб (2020).

## Демографія
Згідно з переписом 2010 року, у місті мешкало 400 осіб у 159 домогосподарствах у складі 113 родин. Було 204 помешкання
Расовий склад населення:
| - 93,8 % — білих - 0,5 % — корінних американців - 0,3 % — вихідців з тихоокеанських островів - 0,3 % — азіатів - 1,5 % — осіб інших рас |

До двох чи більше рас належало 3,8 %. Частка іспаномовних становила 4,0 % від усіх жителів.
За віковим діапазоном населення розподілялося таким чином: 21,5 % — особи молодші 18 років, 67,2 % — особи у віці 18—64 років, 11,3 % — особи у віці 65 років та старші. Медіана віку мешканця становила 44,4 року. На 100 осіб жіночої статі у місті припадало 121,0 чоловіків;  на 100 жінок у віці від 18 років та старших — 121,1 чоловіків також старших 18 років.
Середній дохід на одне домашнє господарство  становив 60 354 долари США (медіана — 53 333), а середній дохід на одну сім'ю — 66 264 долари (медіана — 62 750). Медіана доходів становила 45 625 доларів для чоловіків та 38 194 долари для жінок. За межею бідності перебувало 10,8 % осіб, у тому числі 16,4 % дітей у віці до 18 років та 0,0 % осіб у віці 65 років та старших.
Цивільне працевлаштоване населення становило 175 осіб. Основні галузі зайнятості: роздрібна торгівля — 21,7 %, освіта, охорона здоров'я та соціальна допомога — 17,1 %, виробництво — 16,0 %.